# Concours complet d'équitation individuel aux Jeux olympiques d'été de 2024
Cet article traite de l'épreuve individuelle. Pour la compétition par équipes, voir Concours complet d'équitation par équipes aux Jeux olympiques d'été de 2024.
Navigation
Tokyo 2020 Los Angeles 2028
L'épreuve du concours complet d'équitation individuel aux Jeux olympiques d'été de 2024 de Paris a lieu du 27 au 29 juillet 2024 au château de Versailles.

## Médaillés
| Or                                 | Argent                                 | Bronze                           |
| Michael Jung (GER) et Chipmunk FRH | Christopher Burton (AUS) et Shadow Man | Laura Collett (GBR) et London 52 |

## Site des compétitions

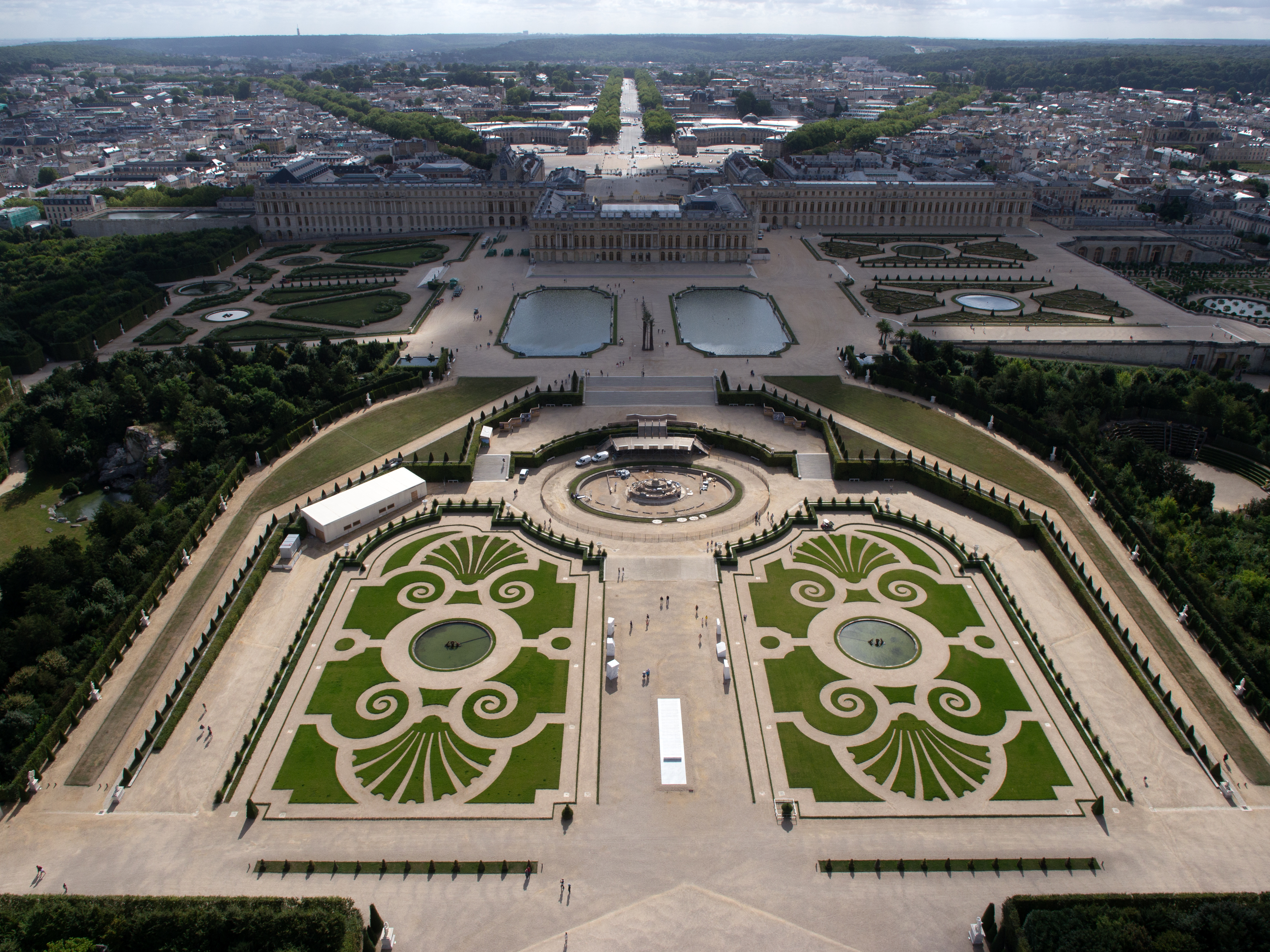
Vue aérienne du château de Versailles.

Les épreuves d'équitation ont lieu au château de Versailles : une carrière avec des tribunes d'une capacité de 15 000 places sera installée à l'ouest du Grand Canal. 

## Format de la compétition
65 couples chevaux-cavaliers participent au concours complet. Il regroupe trois épreuves : le dressage, le cross-country et le saut d'obstacles. 
En tant qu'épreuves individuelles, le dressage et le saut d'obstacles sont présents aux Jeux olympiques.
Le cross-country est un long parcours comportant des obstacles naturels et artificiels variés à franchir dans un temps imparti.

## Programme
| Date                | Horaire | Manche           |
| ------------------- | ------- | ---------------- |
| Samedi 27 juillet   | 09 h 30 | Dressage         |
| Dimanche 28 juillet | 10 h 30 | Cross-country    |
| Lundi 29 juillet    | 11 h 00 | Saut d'obstacles |

## Résultats détaillés
A l'issue de la 1re manche du saut d'obstacles, seuls les 25 meilleurs couples chevaux-cavaliers se qualifient pour la 2e manche.

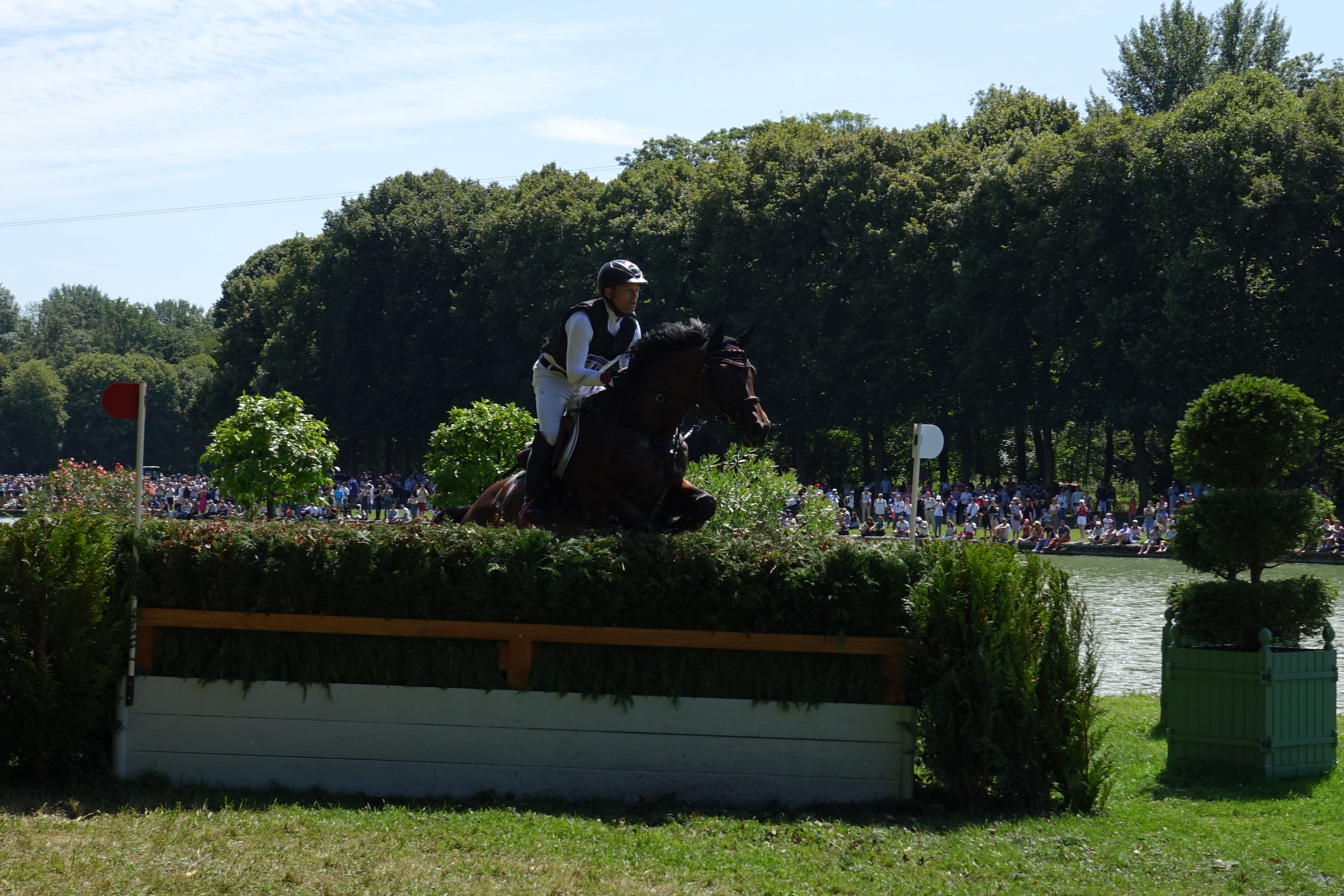
Michael Jung et Chipmunk Frh.
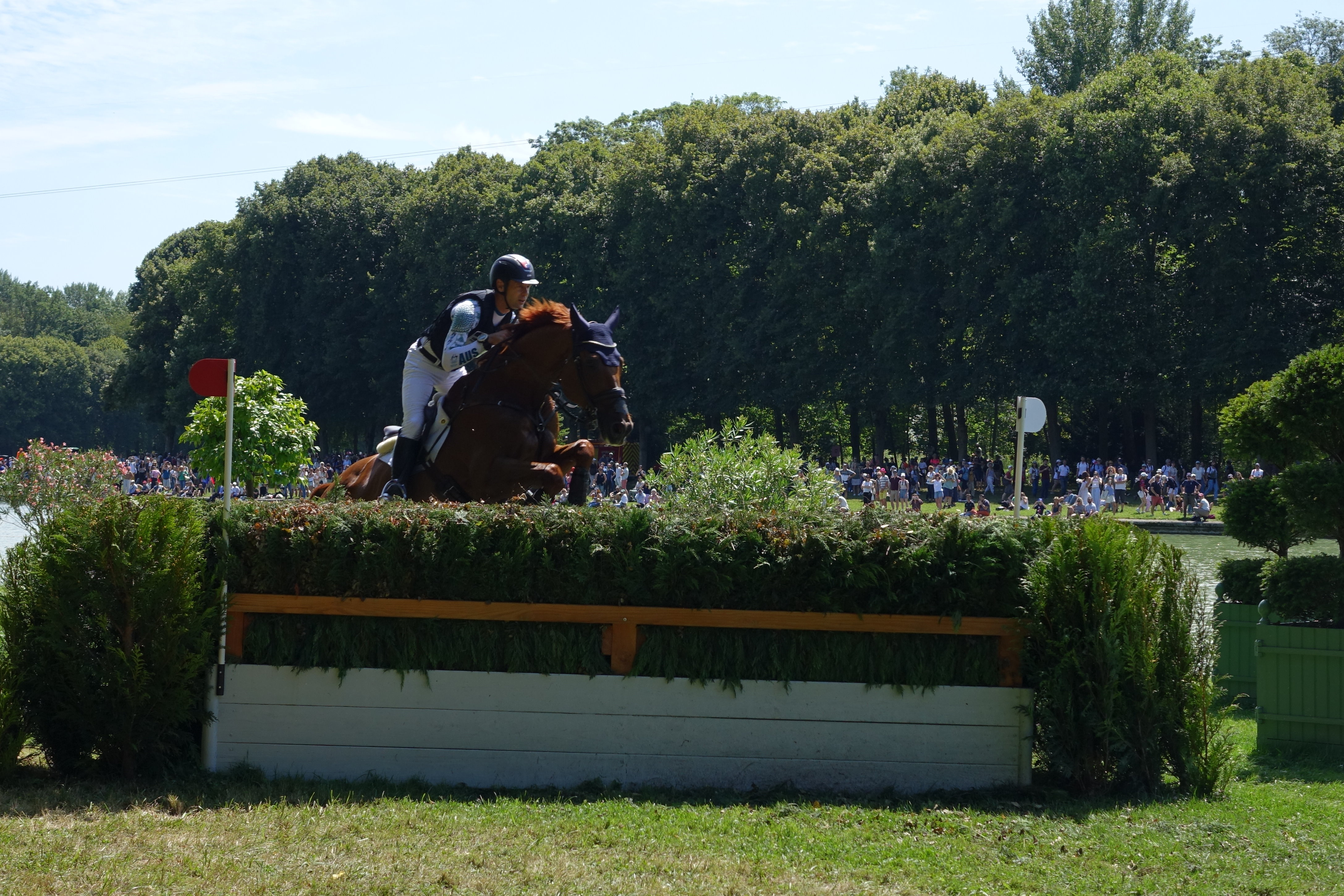
Christopher Burton et Shadow Man.

| Rang                                | Cavalier                 | Cheval                    | Nation           | Dressage | Cross-country | Saut d'obstacles | Saut d'obstacles | Total   |
| Rang                                | Cavalier                 | Cheval                    | Nation           | Dressage | Cross-country | 1re manche       | 2e manche        | Total   |
| ----------------------------------- | ------------------------ | ------------------------- | ---------------- | -------- | ------------- | ---------------- | ---------------- | ------- |
| Médaille d'or, Jeux olympiques      | Michael Jung             | Chipmunk FRH              | Allemagne        | 17,8     | 0,0           | 4,0              | 0,0              | 21,8    |
| Médaille d'argent, Jeux olympiques  | Christopher Burton       | Shadow Man                | Australie        | 22,0     | 0,0           | 0,4              | 0,0              | 22,4    |
| Médaille de bronze, Jeux olympiques | Laura Collett            | London 52                 | Grande-Bretagne  | 17,5     | 0,8           | 4,8              | 0,0              | 23,1    |
| 4                                   | Tom McEwen               | JL Dublin                 | Grande-Bretagne  | 25,8     | 0,0           | 0,0              | 0,0              | 25,8    |
| 5                                   | Kazuma Tomoto            | Vinci de la Vigne         | Japon            | 27,4     | 0,0           | 0,0              | 0,0              | 27,4    |
| 6                                   | Tim Price                | Falco                     | Nouvelle-Zélande | 26,5     | 2,0           | 0,0              | 0,0              | 28,5    |
| 7                                   | Yoshiaki Oiwa            | Mgh Grafton Street        | Japon            | 25,5     | 0,0           | 0,4              | 4,4              | 30,3    |
| 8                                   | Felix Vogg               | Dao de l’Océan            | Suisse           | 22,1     | 0,0           | 4,0              | 4,4              | 30,5    |
| 9                                   | Janneke Boonzaaijer      | Champ de Tailleur         | Pays-Bas         | 31,9     | 0,0           | 0,0              | 0,0              | 31,9    |
| 10                                  | Julia Krajewski          | Nickel 21                 | Allemagne        | 26,9     | 4,8           | 0,4              | 0,0              | 32,1    |
| 11                                  | Boyd Martin              | Fedarman B                | États-Unis       | 30,5     | 1,6           | 0,0              | 0,0              | 32,1    |
| 12                                  | Frida Andersen           | Box Leo                   | Suède            | 33,3     | 0,0           | 0,0              | 0,0              | 33,3    |
| 13                                  | Stéphane Landois         | Chaman Dumontceau         | France           | 24,4     | 2,8           | 4,4              | 4,0              | 35,6    |
| 14                                  | Lara de Liedekerke-Meier | Origi                     | Belgique         | 30,0     | 1,2           | 4,4              | 0,0              | 35,6    |
| 15                                  | Karim Laghouag           | Triton Fontaine           | France           | 29,6     | 0,0           | 4,0              | 4,0              | 37,6    |
| 16                                  | Karin Donckers           | Leipheimer Van’t Verahof  | Belgique         | 26,6     | 7,2           | 4,0              | 0,4              | 38,2    |
| 17                                  | Nicolas Touzaint         | Diabolo Menthe            | France           | 27,2     | 3,2           | 8,0              | 0,0              | 38,4    |
| 18                                  | Austin O’Connor          | Colorado Blue             | Irlande          | 31,7     | 0,0           | 8,0              | 0,0              | 39,7    |
| 19                                  | Clarke Johnstone         | Menlo Park                | Nouvelle-Zélande | 25,7     | 4,8           | 4,4              | 4,8              | 39,7    |
| 20                                  | Elisabeth Halliday       | Nutcracker                | États-Unis       | 28,0     | 6,0           | 0,8              | 5,2              | 40,0    |
| 21                                  | Shane Rose               | Virgil                    | Australie        | 34,6     | 2,8           | 4,4              | 0,0              | 41,8    |
| 22                                  | Rosalind Canter          | Lordships Graffalo        | Grande-Bretagne  | 23,4     | 15,0          | 4,0              | 0,0              | 42,4    |
| 23                                  | Evelina Bertoli          | Fidjy des Mélèzes         | Italie           | 26,6     | 6,4           | 5,2              | 4,4              | 42,6    |
| 24                                  | Louise Romeike           | Caspian 15                | Suède            | 37,7     | 0,8           | 5,6              | 0,4              | 44,5    |
| 25                                  | Alex Hua Tian            | Jil Sonne Van Bareelhof   | Chine            | 22,0     | 20,6          | 1,6              | 8,0              | 52,2    |
| 26                                  | Raf Kooremans            | Radar Love                | Pays-Bas         | 27,0     | 5,6           | 12,8             | Non qualifié     | 45,4    |
| 27                                  | Melody Johner            | Roubleu de Rueire         | Suisse           | 38,4     | 3,2           | 5,2              | Non qualifié     | 46,8    |
| 28                                  | Tine Magnus              | Dia Van Het Lichterveld Z | Belgique         | 44,0     | 2,0           | 4,0              | Non qualifié     | 50,0    |
| 29                                  | Rafael Losano            | Withington                | Brésil           | 32,4     | 9,2           | 8,8              | Non qualifié     | 50,4    |
| 30                                  | Robin Godel              | Grandeur de Lully CH      | Suisse           | 29,1     | 9,6           | 13,2             | Non qualifié     | 51,9    |
| 31                                  | Susannah Berry           | Wellfields Lincoln        | Irlande          | 33,0     | 15,2          | 4,0              | Non qualifié     | 52,2    |
| 32                                  | Karl Slezak              | Hot Bobo                  | Canada           | 35,8     | 4,8           | 12,0             | Non qualifié     | 52,6    |
| 33                                  | Sofia Sjoborg            | Bryjamolga VH Marienshof  | Suède            | 33,3     | 15,0          | 4,8              | Non qualifié     | 53,1    |
| 34                                  | Harald Ambros            | Vitorio du Montet         | Autriche         | 36,5     | 6,8           | 10,0             | Non qualifié     | 53,3    |
| 35                                  | Michael Winter           | El Mundo                  | Canada           | 35,2     | 14,4          | 4,0              | Non qualifié     | 53,6    |
| 36                                  | Veera Manninen           | Sir Greg                  | Finlande         | 36,8     | 18,4          | 1,2              | Non qualifié     | 56,4    |
| 37                                  | Caroline Pamukcu         | HSH Blake                 | États-Unis       | 30,4     | 32,0          | 4,4              | Non qualifié     | 66,8    |
| 38                                  | Jessica Phoenix          | Freedom GS                | Canada           | 35,4     | 32,4          | 0,0              | Non qualifié     | 67,8    |
| 39                                  | Malgorzata Korycka       | Canvalencia               | Pologne          | 39,4     | 21,2          | 10,0             | Non qualifié     | 71,2    |
| 40                                  | Jonelle Price            | Hiarado                   | Nouvelle-Zélande | 30,8     | 28,4          | 12,0             | Non qualifié     | 71,2    |
| 41                                  | Balázs Kaizinger         | Herr Cooles Classico      | Hongrie          | 45,8     | 16,0          | 10,0             | Non qualifié     | 71,8    |
| 42                                  | Peter Flarup             | Fascination               | Danemark         | 32,4     | 33,6          | 9,6              | Non qualifié     | 75,6    |
| 43                                  | Alexander Peternell      | Figaro des Prémices       | Afrique du Sud   | 39,0     | 33,2          | 5,6              | Non qualifié     | 77,8    |
| 44                                  | Márcio Jorge             | Castle Howard Casanova    | Brésil           | 33,3     | 42,4          | 4,0              | Non qualifié     | 79,7    |
| 45                                  | Noor Slaoui              | Cash in Hand              | Maroc            | 36,4     | 24,0          | 20,8             | Non qualifié     | 81,2    |
| 46                                  | Giovanni Ugolotti        | Swirly Temptress          | Italie           | 25,7     | 36,4          | 22,0             | Non qualifié     | 84,1    |
| 47                                  | Sanne de Jong            | Enjoy                     | Pays-Bas         | 34,8     | 48,2          | 5,2              | Non qualifié     | 88,2    |
| 48                                  | Robert Powala            | Tosca del Castegno        | Pologne          | 34,7     | 60,0          | 1,6              | Non qualifié     | 96,3    |
| 49                                  | Estaban Valle            | Utrera AA 35 1            | Espagne          | 39,9     | 29,0          | 29,2             | Non qualifié     | 98,1    |
| 50                                  | Miroslav Trunda          | Shutterflyke              | Tchéquie         | 53,0     | 72,0          | 30,0             | Non qualifié     | 155,0   |
| 51                                  | Nicolas Wettstein        | Altier d'Aurois           | Équateur         | 42,3     | 65,4          | 50,8             | Non qualifié     | 158,5   |
|                                     | Ryuzo Kitajima           | Cekatinka                 | Japon            | 34,5     | 6,4           | Éliminé          | Éliminé          | Éliminé |
|                                     | Sarah Ennis              | Action Lady M             | Irlande          | 38,0     | 3,2           | Éliminé          | Éliminé          | Éliminé |
|                                     | Carlos Diaz              | Taraje CP 21.10           | Espagne          | 30,2     | 17,6          | Éliminé          | Éliminé          | Éliminé |
|                                     | Sanna Siltakorpi         | Bofey Click               | Finlande         | 35,4     | 20,8          | Éliminé          | Éliminé          | Éliminé |
|                                     | Carlos Parro             | Safira                    | Brésil           | 37,7     | 22,4          | Éliminé          | Éliminé          | Éliminé |
|                                     | Kevin McNab              | Don Quidam                | Australie        | 34,9     | Abandon       | Abandon          | Abandon          | Abandon |
|                                     | Ronald Zabala            | Forever Young Wundermaske | Équateur         | 37,7     | Éliminé       | Éliminé          | Éliminé          | Éliminé |
|                                     | Christoph Wahler         | Carajatan S               | Allemagne        | 29,4     | Éliminé       | Éliminé          | Éliminé          | Éliminé |
|                                     | Jan Kaminski             | Jard                      | Pologne          | 35,8     | Éliminé       | Éliminé          | Éliminé          | Éliminé |
|                                     | Manuel Grave             | Carat de Bremoy           | Portugal         | 40,9     | Éliminé       | Éliminé          | Éliminé          | Éliminé |
|                                     | Miloslav Prihoda         | Ferreolus Lat             | Tchéquie         | 35,7     | Éliminé       | Éliminé          | Éliminé          | Éliminé |
|                                     | Huadong Sun              | Lady Chin V't Moerven Z   | Chine            | 33,6     | Forfait       | Forfait          | Forfait          | Forfait |
|                                     | Emiliano Portale         | Future                    | Italie           | Éliminé  | Éliminé       | Éliminé          | Éliminé          | Éliminé |